# Vaginale droogte
Vaginale droogte is onvoldoende slijmproductie in de vagina tijdens sex. De symptomen ervan zijn: jeuk, irritatie, vaginale infecties en pijn of ongemak tijdens de vaginale geslachtsgemeenschap. 
Glijmiddel is vaak een afdoend hulpmiddel, maar is het belangrijk de oorzaak van de vaginale droogte bij het vrijen te achterhalen. Een veelvoorkomende oorzaak is dat de vrouw (nog) niet voldoende opgewonden is tijdens de penetratie.

## Oorzaken
Verschillende levensfasen kunnen aanleiding geven tot vaginale droogte. De lagere oestrogeenspiegel tijdens en na de overgang is een belangrijke factor. Daarnaast is de vagina veelal droger in de periode dat een baby gezoogd wordt en tijdens de eerste dagen na een menstruatie. 
Medische behandelingen zoals bestraling en medicijnen zoals antidepressiva, antihistaminica, diuretica, chemo- en hormoontherapie kunnen de natuurlijke vochtaanmaak beïnvloeden. Ook na een hysterectomie kan de vagina droger blijven.
Bij hormoontherapie is het doel ervoor te zorgen dat het natuurlijk hormoon oestrogeen dat hormoongevoelige kankercellen nodig hebben om te groeien wordt verminderd. Deze therapie wordt vaak toegepast bij bv. een hormoongevoelige borstkanker. Het nadeel van een hypo-oestrogene toestand is o.a. vaginale droogte, wat de levenskwaliteit van deze vrouwen sterk kan beïnvloeden. Het is dan ook belangrijk om dit probleem van vaginale droogte tijdig met de behandelende arts te bespreken. 
Vaginale droogheid kan een symptoom zijn bij ziektes zoals endometriose, nierziekten, syndroom van Sjögren en diabetes.